# نیروهای مسلح السالوادور
نیروهای مسلح السالوادور (اسپانیایی: Fuerza Armada de El Salvador‎) مجموعه نیروهای نظامی السالوادور است، که از ارتش السالوادور، نیروی هوایی السالوادور و نیروی دریایی السالوادور تشکیل می‌شود.